# Piazza dei Martiri
A Piazza dei Martiri („Mártírok tere”) Nápoly egyik monumentális tere a Villa Comunale parktól északra. Eredetileg a Santa Maria a Cappella nevet viselte. Az 1860-as országegyesítési folyamat tiszteletére nevezték át. A tér közepén egy négy oroszlán által őrzött díszoszlop áll. Az oroszlánok a nápolyiak hazafiasságát képviselik: az 1799-es, az 1820-as, 1848-as forradalmakat, illetve az 1860-as egyesítést szimbolizálják. A tér további jelentős épületei a Palazzo Partanna és a Palazzo Calabritto.